# بخش رحمت‌آباد (ریگان)
بخش رحمت‌آباد، یکی از بخش‌های شهرستان ریگان در استان کرمان ایران است. مرکز این بخش، شهر رحمت‌آباد است.

## تقسیمات کشوری
- بخش رحمت‌آباد
  - دهستان سعدآباد
  - دهستان گاوکان

شهر: رحمت‌آباد

## جمعیت
بر پایه سرشماری عمومی نفوس و مسکن در سال ۱۳۹۵، جمعیت بخش رحمت‌آباد برابر با ۲۱٬۴۴۸ نفر بوده است.